# Qasımbəyli (Sabirabad)
Qasımbəyli è un comune dell'Azerbaigian situato nel distretto di Sabirabad. Conta una popolazione di 1 080 abitanti.